# Eden Atwood
Pour les articles homonymes, voir Atwood.
Eden Atwood est une chanteuse de jazz et actrice américaine. Elle est la fille du compositeur Hubbard Atwood et la petite-fille du romancier AB Guthrie Jr.

## Biographie
Atwood est née à Memphis, Tennessee. Quand elle a cinq ans, ses parents divorcent et elle déménage avec sa mère dans le Montana. Le père de sa mère est le romancier AB Guthrie Jr.,. Son père, Hubbard Atwood, est compositeur et arrangeur. Il écrit les chansons Tell Me About Yourself pour Nat King Cole, I Was the Last One to Know pour Stan Kenton et No One Ever Tells You pour Frank Sinatra. Elle prend des cours de piano et elle chante dans un groupe de rock au lycée. Elle arrête en raison de lésions aux cordes vocales. Elle s'inscrit à l'Université du Montana où elle étudie la comédie musicale et le théâtre. Pendant six mois, elle fréquente le Conservatoire américain de musique de Chicago.

## Carrière
À 21 ans, elle donne une cassette de démonstration à un propriétaire de bar à Chicago qui après l'avoir entendue la met en tête d'affiche.
En 1992, Atwood a des rôles récurrents dans le feuilleton Loving et le drame policier The Commish,. La même année, elle commence à chanter dans des clubs de New York. Marian McPartland, pianiste et animatrice radio, entend une copie du premier album d'Atwood, Today! (1992), produit indépendamment l'année précédente. McPartland envoie une copie à Concord Records, qui fait d'Atwood l'une des plus jeunes musiciennes à signer un contrat avec eux. Le premier album est réédité sous le nom de No One Ever Tells You.

## AIS
Atwood est née avec le syndrome d'insensibilité aux androgènes (AIS). Elle en discute pour la première fois en public avec Bill Kohlhaase dans les notes de son album de 2002, Waves: The Bossa Nova Session. En 2008, elle figure sur Primetime Live d' ABC.
Atwood est cofondatrice de The Interface Project, un projet qui partage des histoires de personnes nées avec des variations d'intersexuation,.

## Discographie
- No One Ever Tells You (Concord Jazz, 1993)
- Cat on a Hot Tin Roof (Concord Jazz, 1994)
- There Again (Concord Jazz, 1995)
- A Night in the Life (Concord Jazz, 1996)
- My Ideal (Sangaji Music, 2000)
- Waves: The Bossa Nova Session (Groove Note, 2002)
- Wild Women Don't Get the Blues (Eden Atwood & Last Best Band, 2002)
- Feels Like Home (Eden Atwood & Last Best Band, 2003)
- This Is Always: The Ballad Session (Groove Note, 2004)
- Turn Me Loose (SSJ, 2009)
- Like Someone in Love (SSJ, 2010)
- Angel Eyes (SSJ, 2012)